# Мулуалем Тешале
Мулуалем Гирма Тешале (англ. Mulualem Girma Teshale; род. 9 декабря 1987, Амбо, Оромия) — эфиопский пловец. Участник летних Олимпийских игр 2012 года.

## Биография
Мулуалем Тешале родился 12 сентября 1987 года в эфиопском городе Амбо.
В 2011 году участвовал в чемпионате мира в Шанхае. В плавании на 50 метров вольным стилем занял в квалификации 99-е место с результатом 28,81 секунды, уступив 6,48 секунды худшему из попавших в полуфинал Андрею Гречину из России. На дистанции 50 метров на спине занял в квалификации 36-е место с результатом 33,85, установив рекорд Эфиопии и уступив 8,42 секунды худшему из попавших в полуфинал Чарльзу Фрэнсису из Канады.
В 2012 году вошёл в состав сборной Эфиопии на летних Олимпийских играх в Лондоне. На дистанции 50 метров вольным стилем занял в квалификации предпоследнее, 57-е место, показав результат 28,99, опередив только Вилфреда Тевоэджре из Бенина (29,77) и уступив 6,69 секунды худшему из попавших в полуфинал Норберту Трандафиру из Румынии.
Мулуалем Тешале стал первым мужчиной, представлявшим Эфиопию в плавании на Олимпийских играх.